# Via de' Gondi
Via de' Gondi è una strada del centro storico di Firenze, che va da piazza San Firenze (all'angolo con via dei Leoni) a piazza della Signoria.

## Storia
La via presenta un leggero declivio verso est. Proprio in ragione di questa pendenza, anticamente più accentuata, venne qui costruito al tempo di Florentia romana il teatro, di cui sono stati scavati alcuni resti nei sotterranei di palazzo Vecchio. Nel periodo longobardo sul teatro sorse la fortezza del Guardingo, che chiudeva l'angolo sud-est delle mura. 
Tra le denominazioni attestate in precedenza sono quelle di via del Montecomune, via delle Prestanze, via (o sdrucciolo vista la pendenza del tratto) della Dogana, tutte legate alla presenza di istituzioni che avevano sede in questo lato del palazzo della Signoria. 
L'attuale denominazione è tuttavia attestata già dal Settecento, in ragione della presenza - dal lato opposto del Palazzo Vecchio - delle proprietà di questa antica famiglia, che attualmente definiscono sotto forma di palazzo buon parte del lato destro del breve tracciato. Prima dell'ampliamento del palazzo, a metà della via, lato settentrionale, si apriva il vicolo dei Gondi, di cui resta oggi solo un mozzicone senza sfondo affacciato su via della Condotta. 
Per quanto riguarda l'affaccio di palazzo Gondi sulla strada, si tenga presente come negli anni di Firenze Capitale (1865-1871), al fine di allargare la via che si presentava più modesta di quanto oggi sia dato vedere, vennero espropriate alcune case di proprietà della famiglia alla quale, tuttavia, venne concessa la possibilità di intervenire su questo lato per conferire nuova e diversa monumentalità alla residenza. La facciata prospiciente via de' Gondi fu così eretta su progetto dell'architetto Giuseppe Poggi tra il 1870 e il 1874 che, con l'obiettivo di armonizzare il nuovo con le preesistenze, operò in assoluta continuità con il disegno della facciata tardo quattrocentesca di Giuliano da Sangallo, tanto da risultare il palazzo (anche grazie a una attenta scelta dei pietrami impiegati), assolutamente omogeneo nel disegno d'insieme. 

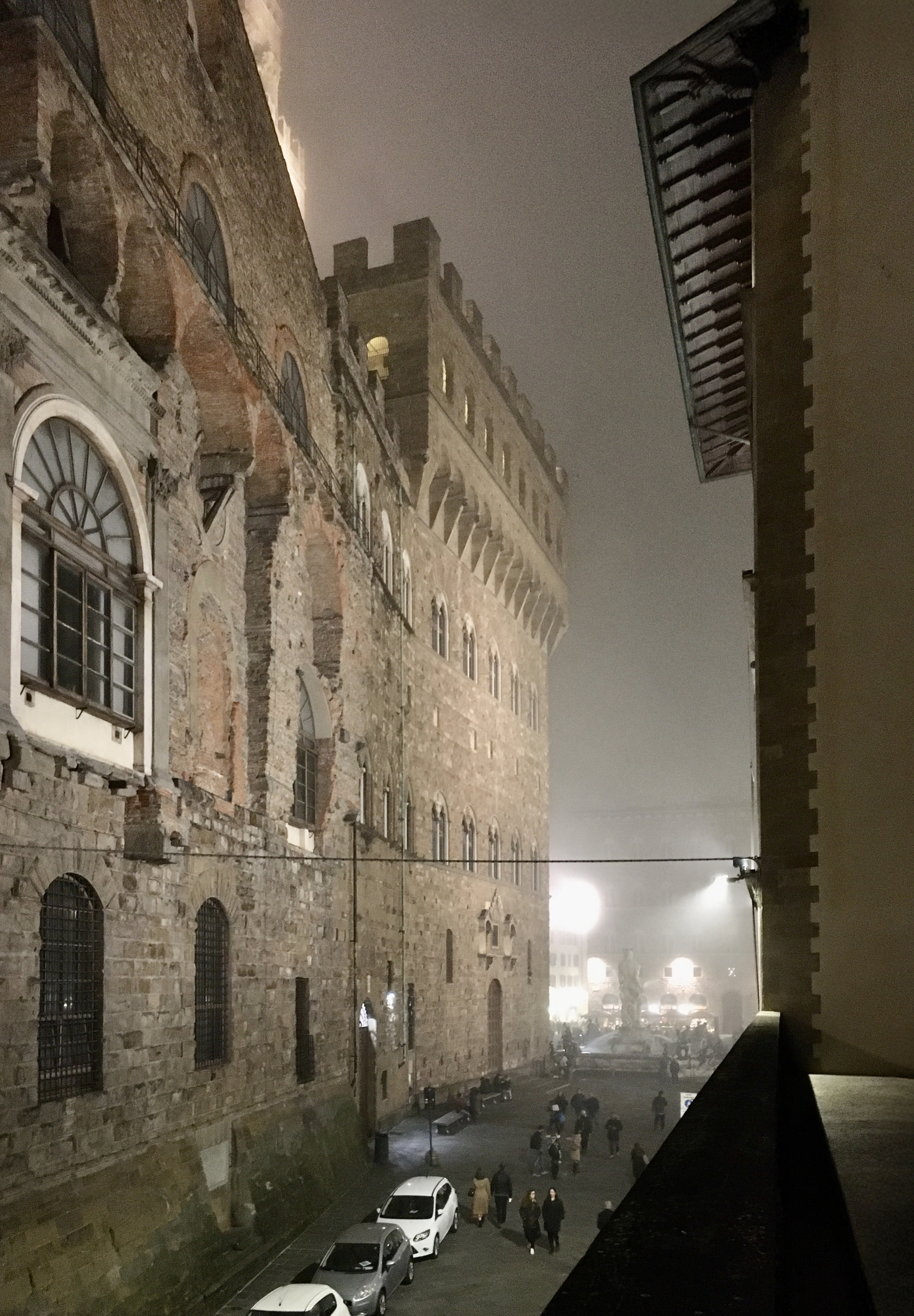
Via de' Gondi vista dalla terrazza di palazzo Gondi

L'intervento contribuì inoltre alla creazione di un ben più dignitoso accesso alla piazza della Signoria.

## Descrizione
Per la sua attuale configurazione, per essere definita da un lato dalla mole del Palazzo Vecchio e dall'altra dal nobile palazzo dei Gondi, per essere inclusa nell'area pedonalizzata del centro storico, la via deve essere letta in stretta relazione con la piazza della Signoria e, con questa, considerata di eccezionale valore storico e artistico.
Il lato meridionale della strada è interamente dominato dalla mole di palazzo Vecchio, in cui sono leggibili le tre principali fasi costruttive del grande edificio: quella medievale (palazzo dei Priori), con la porta della Camera d'Armi, voltata a crociera, e con la Porta della Dogana, che introduce al secondo cortile; quella rinascimentale, con la scarpatura e in alto i finestroni del Salone dei Cinquecento; e infine quella manierista, con i quartieri abitati già abitati da Cosimo I de' Medici e dalla corte, oggi occupati su questo lato dagli uffici comunali.
Il lato settentrionale invece presenta due assi del tribunale della Mercanzia nella cantonata con piazza della Signoria, mentre la restante parte è occupata dalla facciata ottocentesca di palazzo Gondi, di cui si è già parlato. In particolare, sopra alcuni fondi commerciali, si trova una lunga terrazza, mentre nella cantonata con piazza San Firenze si sviluppa il corpo del palazzo, con l'ingresso laterale al cortile rinascimentale, nel cui androne si trova un'iscrizione dedicatoria a Leonardo da Vinci che proprio qui, pigionario di una casa dell'Arte dei Mercatanti poi acquista e abbattuta da Gondi, avrebbe iniziato a dipingere la Gioconda. Lo stemma Gondi d'angolo (a due mazze decussate, legate) fu sostituito nel 1972 da una copia realizzata dallo scultore Mario Moschi.

### Lapidi
Sul fianco di palazzo Vecchio si trova una lapide dedicata alla liberazione della città nel 1944, dettata da Piero Calamandrei:
| DALL'XI AGOSTO MCMXLIV NON DONATA MA RICONQVISTATA A PREZZO DI ROVINE DI TORTURE DI SANGUE LA LIBERTÀ SOLA MINISTRA DI GIVSTIZIA SOCIALE PER INSVRREZIONE DI POPOLO PER VITTORIA DEGLI ESERCITI ALLEATI IN QVESTO PALAZZO DEI PADRI PIV́ ALTO SVLLE MACERIE DEI PONTI HA RIPRESO STANZA NEI SECOLI |

Sotto questa lapide se ne trova un'altra del 2017, che chiarisce la precedente:
| LE PAROLE DI PIERO CALAMANDREI FISSATE NEL TEMPO IN QUESTA EPIGRAFE APPOSTA DOPO LA LIBERAZIONE DI FIRENZE COSTITUISCONO OGGI COME ALLORA UN MONUMENTO AI LAVORI DELLA RESISTENZA E LIBERTÀ IL COMUNE DI FIRENZE POSE IL 2 SETTEMBRE 2017 |

Nell'androne di palazzo Gondi una grande iscrizione ricorda Leonardo da Vinci:
| LEONARDO DA VINCI VISSE LA BENAUGURATA GIOVINEZZA IN UNA CASA DELL'ARTE DEI MERCATANTI CHE DA GIULIANO GONDI FU COMPRA E DISFATTA NEL MURARE QUESTO PALAGIO AL QUALE DANDOSI PERFEZIONE NEL MDCCCLXXIV IL COMUNE E IL SIGNORE CONCORDI VOLLERO CHE LA MEMORIA DI TANTO NOME AL NOBILE E VAGO EDIFICIO ACCRESCESSE DECORO |

## Note

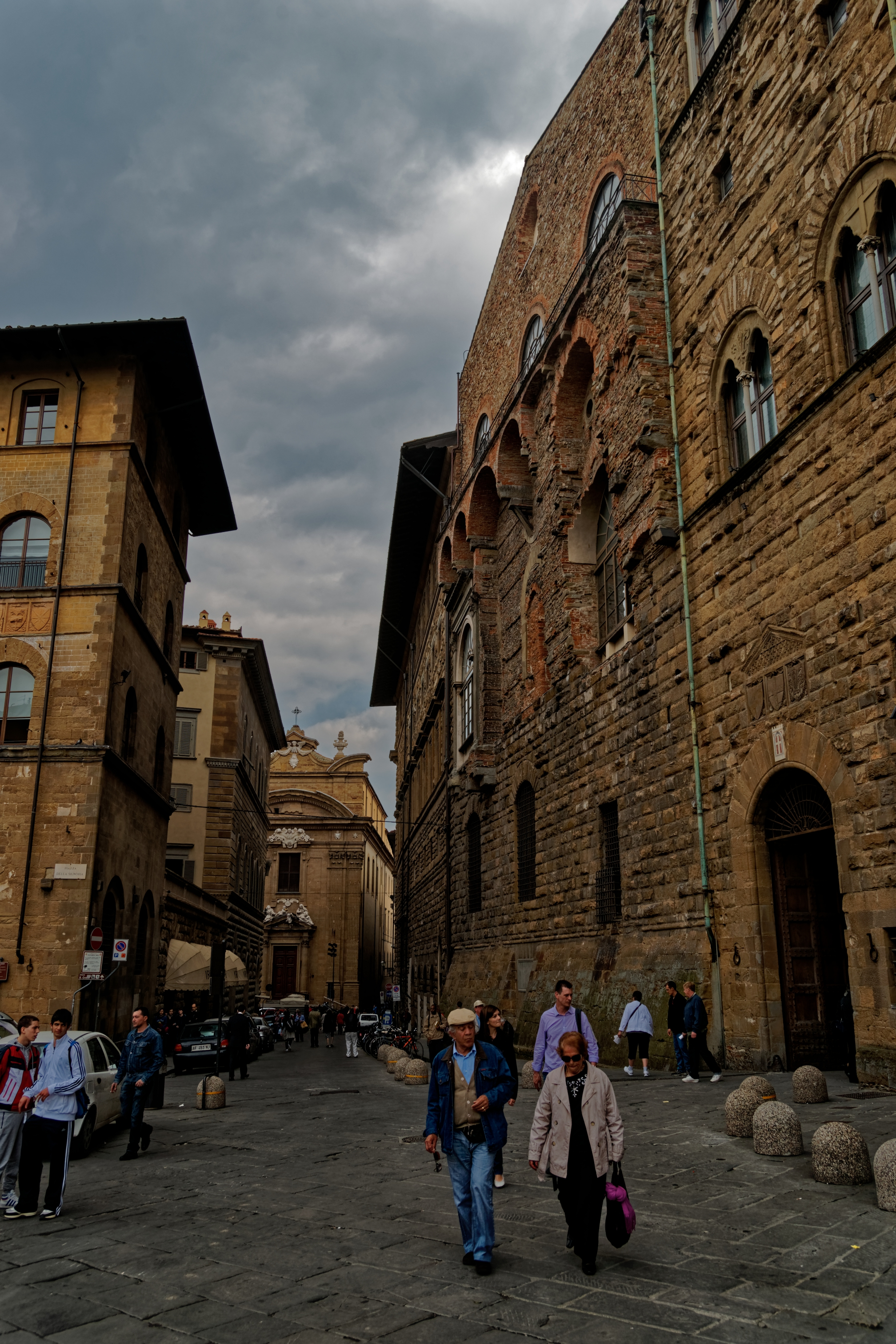
Via de' Gondi vista da piazza della Signoria